# Cetóbriga

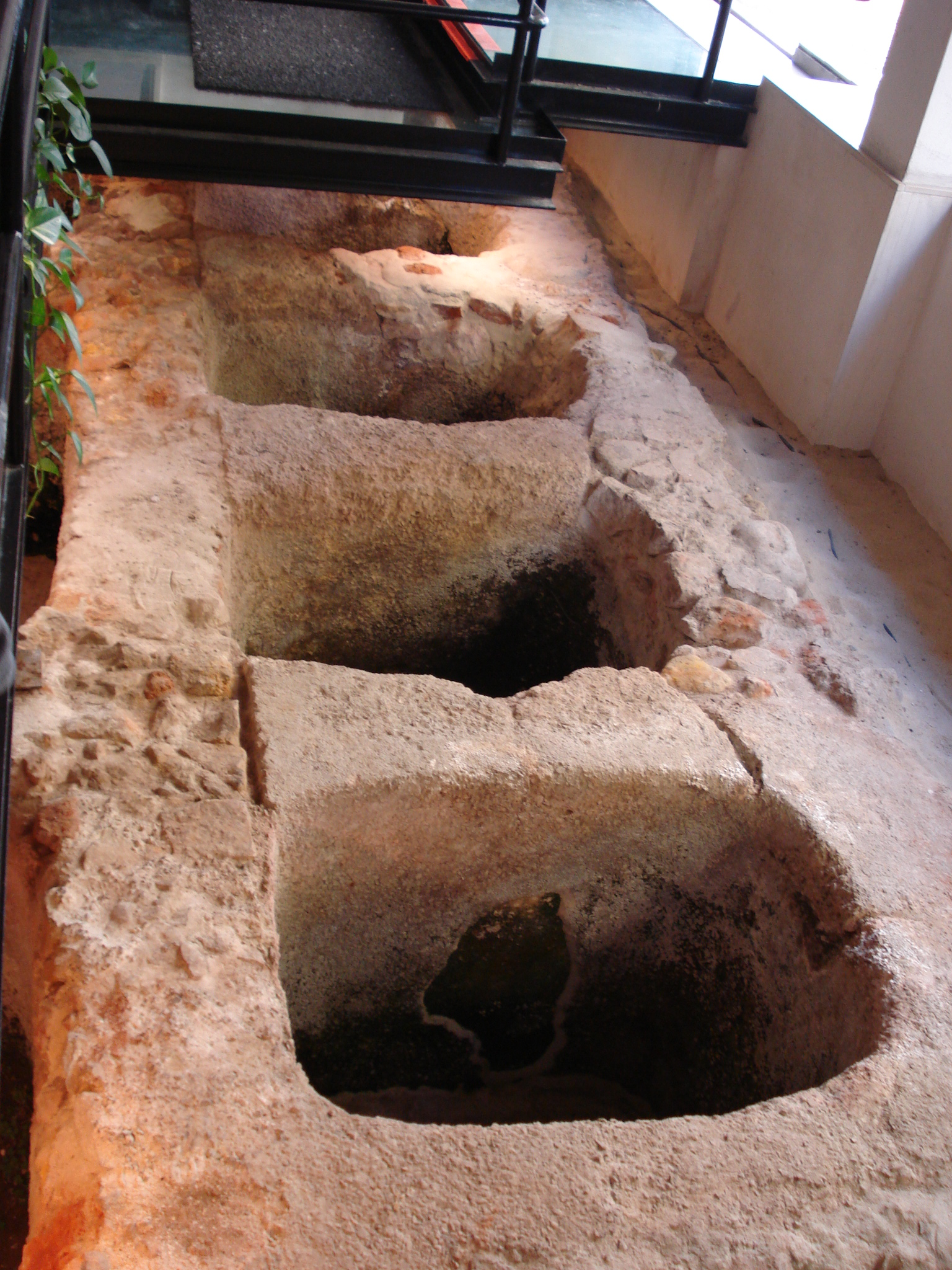
Fàbrica romana de salaó, Setúbal

Cetóbriga (en llatí: Caetobriga; del grec: Καιτόβριε/Kaitobrie) o Cetóbrix (en llatí: Cetobrix)[1] era una població d'origen celta, després romanitzada, a l'indret on hui se situa la ciutat de Setúbal. Ptolemeu l'esmenta (Geografia, II, 5,2) com una ciutat celta. En l'Itinerari d'Antoní Cetóbriga se situa en una de les vies que connectava Olissipo (Lisboa) amb Emèrita (Mèrida), a 24 milles d'Olissipo.
Durant molt de temps Cetóbriga fou identificada com en les ruïnes romanes de Troia. Aquesta hipòtesi fou abandonada, de manera generalitzada, pels especialistes. Les investigacions més recents revelen, en l'únic turó del centre històric de la ciutat de Setúbal (que s'estén entre Quebedo i Miradouro de Sâo Sebastião), un jaciment arqueològic de la primera edat del ferro i fent palesa l'existència d'un oppidum celta. Les recerques arqueològiques més antigues van revelar vestigis abundants de la presència romana a l'indret on hui se situa Setúbal.